# Jean-Pancrace Chastel
Pour les articles homonymes, voir Pancrace (homonymie).
Jean-Pancrace Chastel, né à Avignon en 1726, et mort à Aix-en-Provence le 30 mars 1793, est un sculpteur français.

## Biographie
Jean-Pancrace Chastel entre en apprentissage en 1745 chez le sculpteur Jean-Baptiste Ier Péru (1676-1744) à Avignon, puis s'établit à Aix-en-Provence. Le 29 octobre 1754, il épouse Suzanne Touche dont il aura deux filles : Marie Julie et Claire Marie. Veuf, il se remarie le 8 juillet 1758 avec Anne Granier qui lui donne un fils, Jean Gaspard Hippolyte, sculpteur lui aussi.
Il travaille dans les hôtels particuliers et les châteaux environnants ; il installe des ateliers dans lesquels ouvriers et apprentis sculptent sous sa direction. En 1775, il devient le premier professeur et premier directeur de l'école gratuite de sculpture d'Aix-en-Provence. Il se lie d'amitié avec Joseph-Alphonse-Omer de Valbelle qui l'emploie à la décoration de son château de Tourves. La Révolution le prive de sa clientèle aristocratique et donc de toute ressource. Pauvre et malade, il meurt à l'hôpital des Incurables le 30 mars 1793.
Les principales œuvres de Jean-Pancrace Chastel sont visibles à Aix-en-Provence.

## Œuvres dans les collections publiques
- Aix-en-Provence :

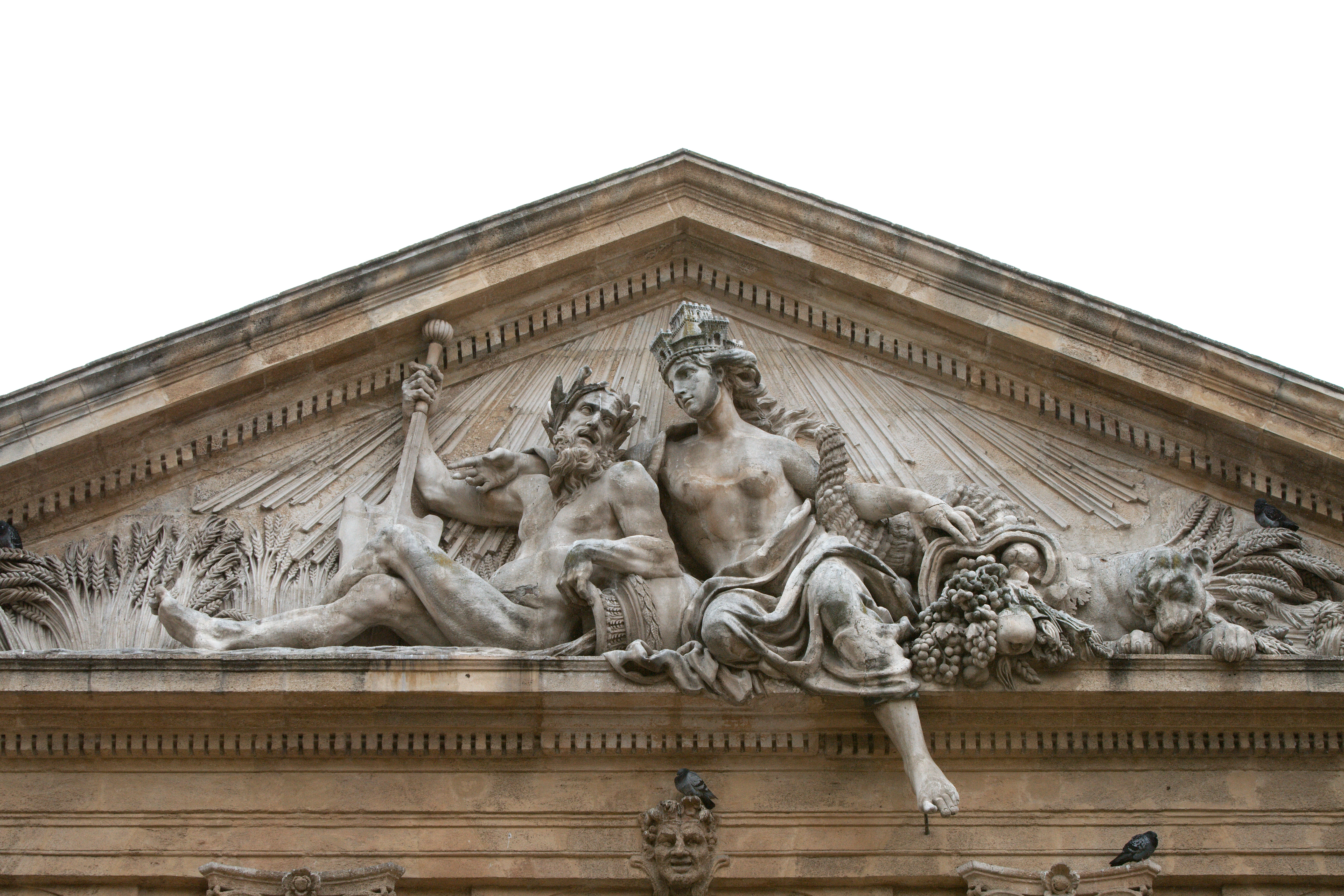
Le Rhône et la Durance, fronton de la halle aux grains d'Aix-en-Provence.

  - no 8 boulevard Pasteur : monument édifié par Joseph Sec, menuisier et marchand de bois. Les décorations sont attribuées à Jean-Pancrace Chastel par certains[2]. Pour d'autres, comme Michel Vovelle, il semble impossible que Chastel ait contribué à l'édification de ce monument réalisé en 1792 alors qu'à cette époque il a été reçu comme malade incurable et paralytique à l'hôpital Saint-Jacques ; il est cependant indiscutable que Joseph Sec ait connu l'artiste[3].
  - halle aux grains, fronton : Le Rhône et la Durance, haut-relief en pierre[4].
  - église de la Madeleine d'Aix-en-Provence
    - Vierge, statue marbre[5]
    - Cénotaphe de Nicolas-Claude Fabri de Peiresc[6] commandé par Jules-François-Paul Fauris de Saint-Vincens

  - musée Granet :
    - Cénotaphe des Gueidan, réalisé à la demande de Gaspard de Gueidan, représentant Guillaume II ;
    - Immaculée Conception, statue en pierre de Calissanne provenant de la chapelle du grand séminaire d'Aix ;
    - Saint Joseph, statue en pierre de Calisanne provenant aussi de la chapelle du grand séminaire d'Aix.

  - musée Paul Arbaud : Homme assassiné, statue provenant du jardin de Joseph Sec où elle était placée jusqu'à la fin du XIXe siècle[7].
  - place des Prêcheurs : fontaine[8].
  - route des Milles, château de la Pioline[9].
  - rue Espariat : fontaine des Bagniers, en collaboration avec Georges Vallon (1756-1759)[10].
- Marseille, musée des beaux-arts : Madone, buste marbre[11]
- Saint-Chamas, pont Flavien : réfection du pont. Il travaille d'abord en collaboration avec Tronc, tailleur de pierre de La Fare-les-Oliviers, pour la restauration d'un arc du pont, puis il réalisera seul la sculpture des trois lions manquants sur les quatre qui se trouvaient à l'origine au sommet de chacun des arcs placés à chaque extrémité du pont. Pour cette dernière tâche il bénéficiera d'une somme de 650 livres octroyées par marché du 22 novembre 1764[12].
- Toulon, place Pierre Puget : les trois dauphins de la fontaine réalisée par l'architecte Toscat[13].

- Monument funéraire du comte de Valbelle, son protecteur, à la chartreuse de Montrieux (1779-1782). Œuvre détruite en 1822, fragments au Musée d'Art et d'Histoire de Draguignan, collections municipales de Fréjus et Musée d'Art de Toulon[14].

### Galerie

Œuvres de Jean-Pancrace Chastel
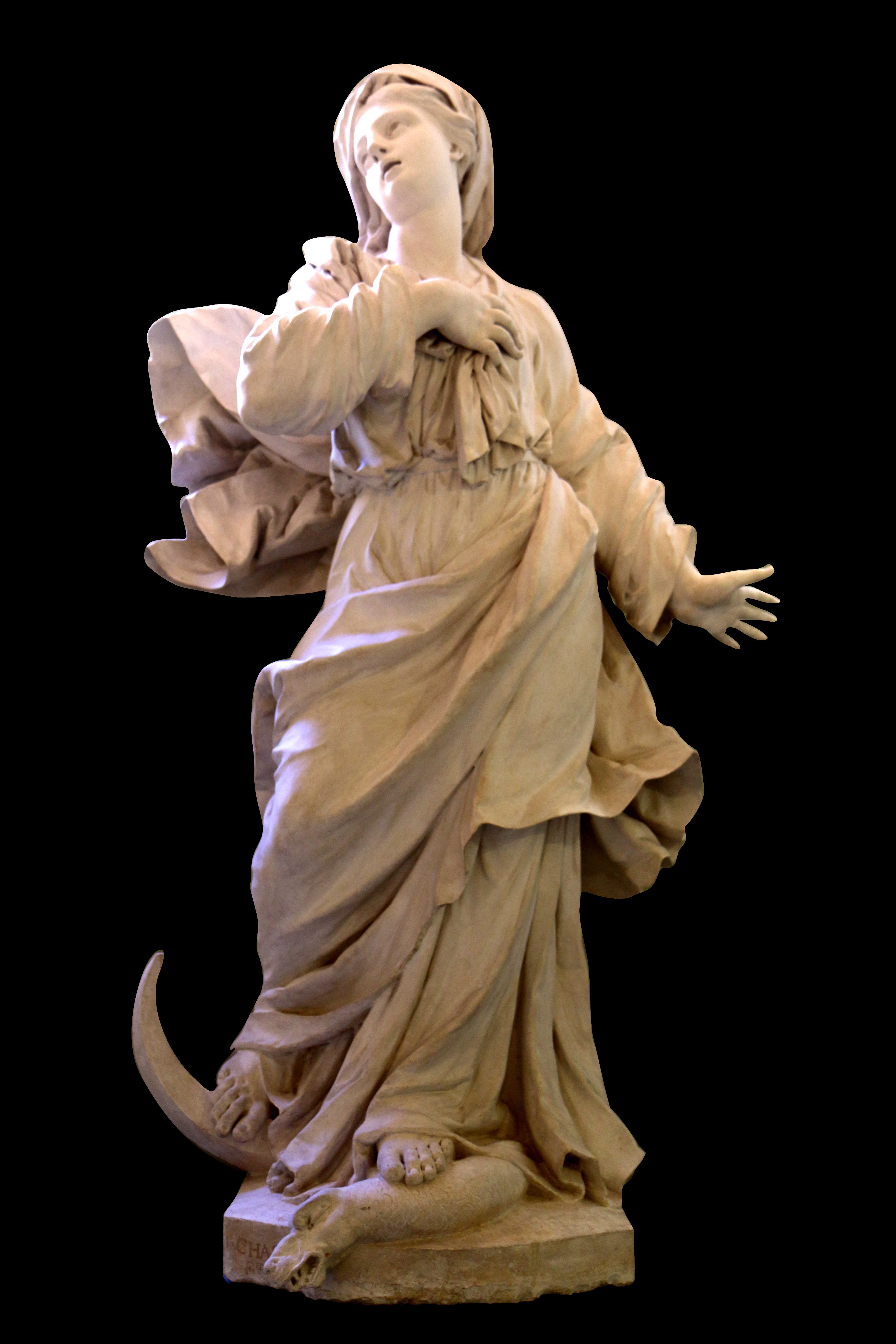
Vierge, Musée Granet
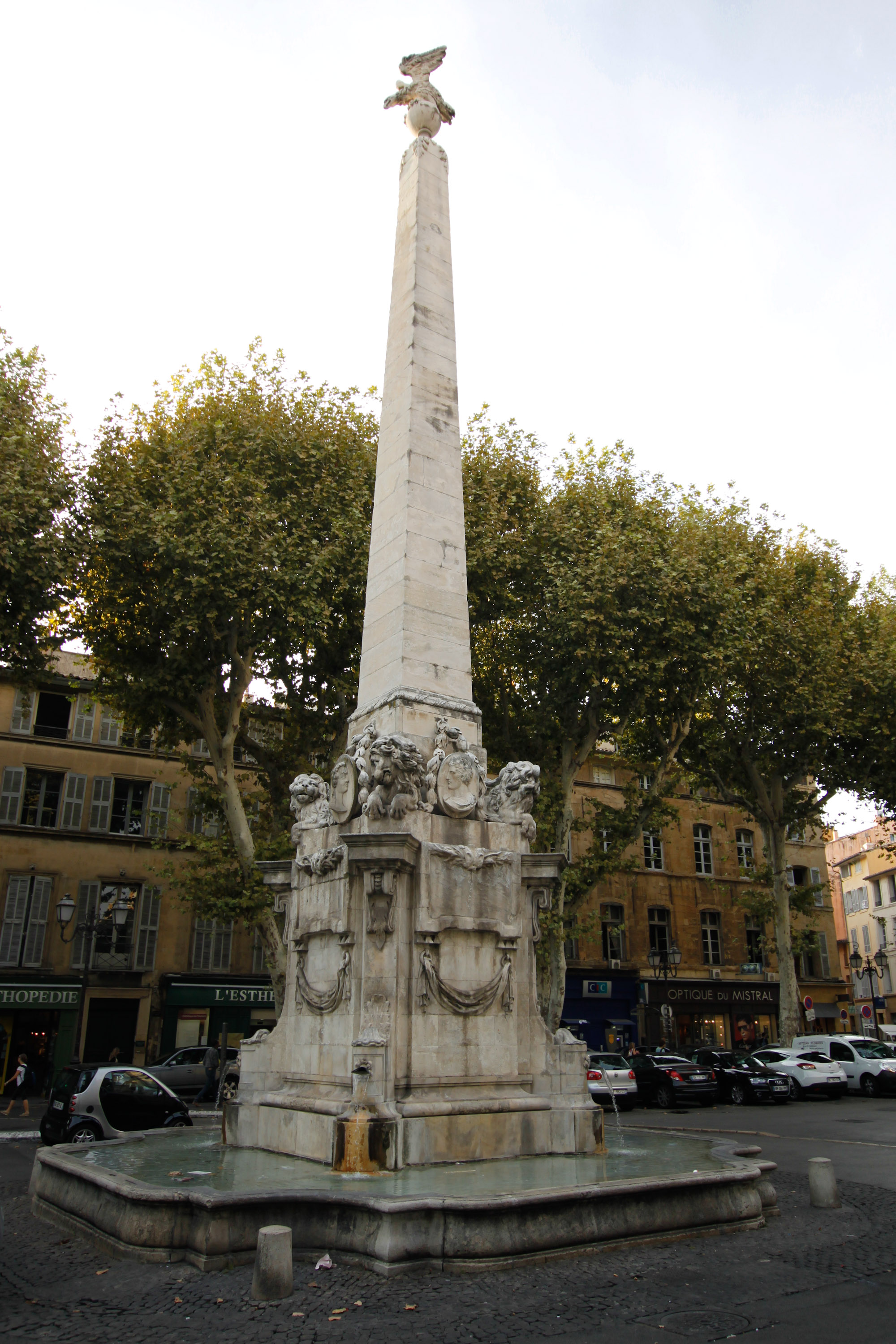
Fontaine des Prêcheurs, Aix-en-Provence.
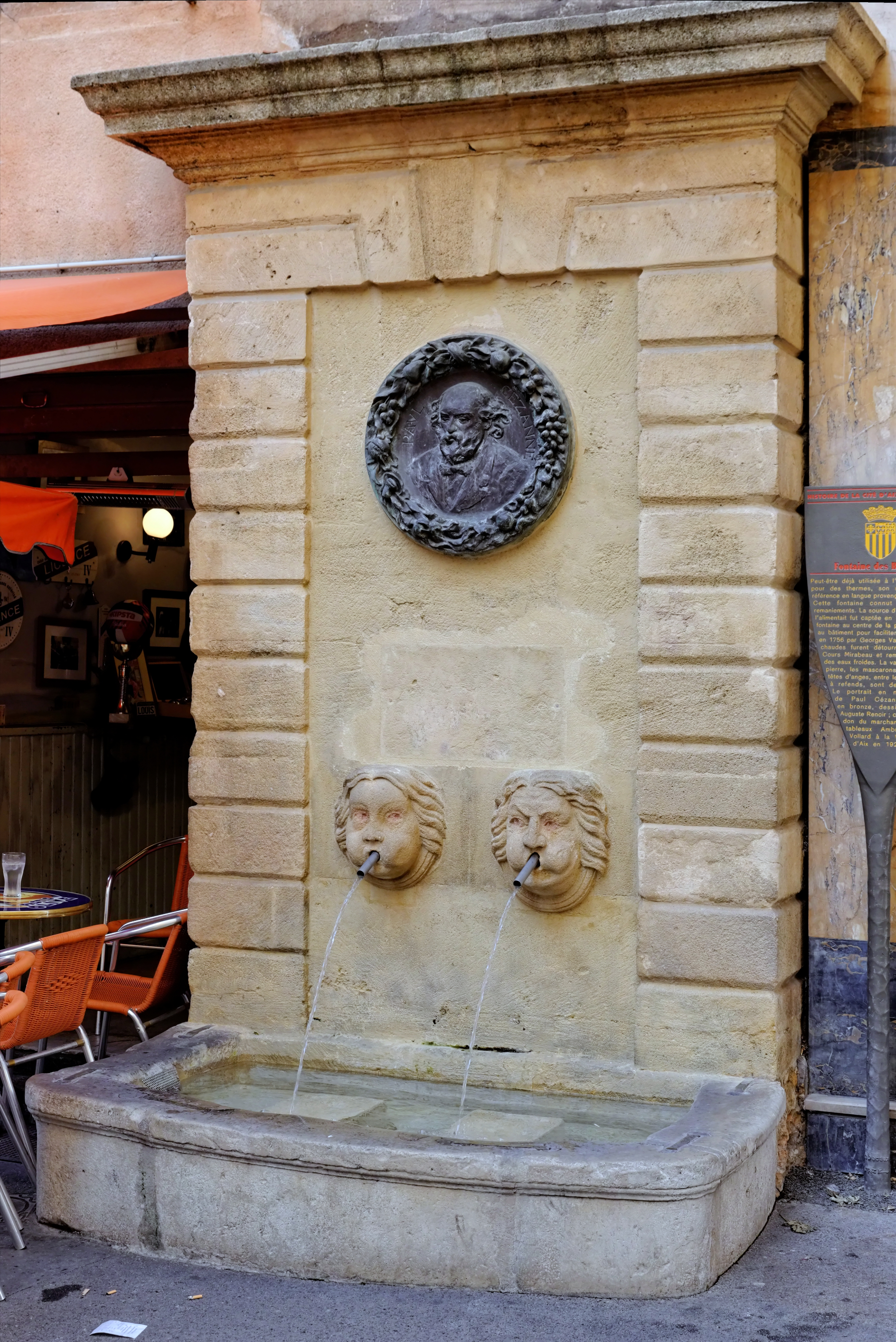
Fontaine des Bagniers, Aix-en-Provence.
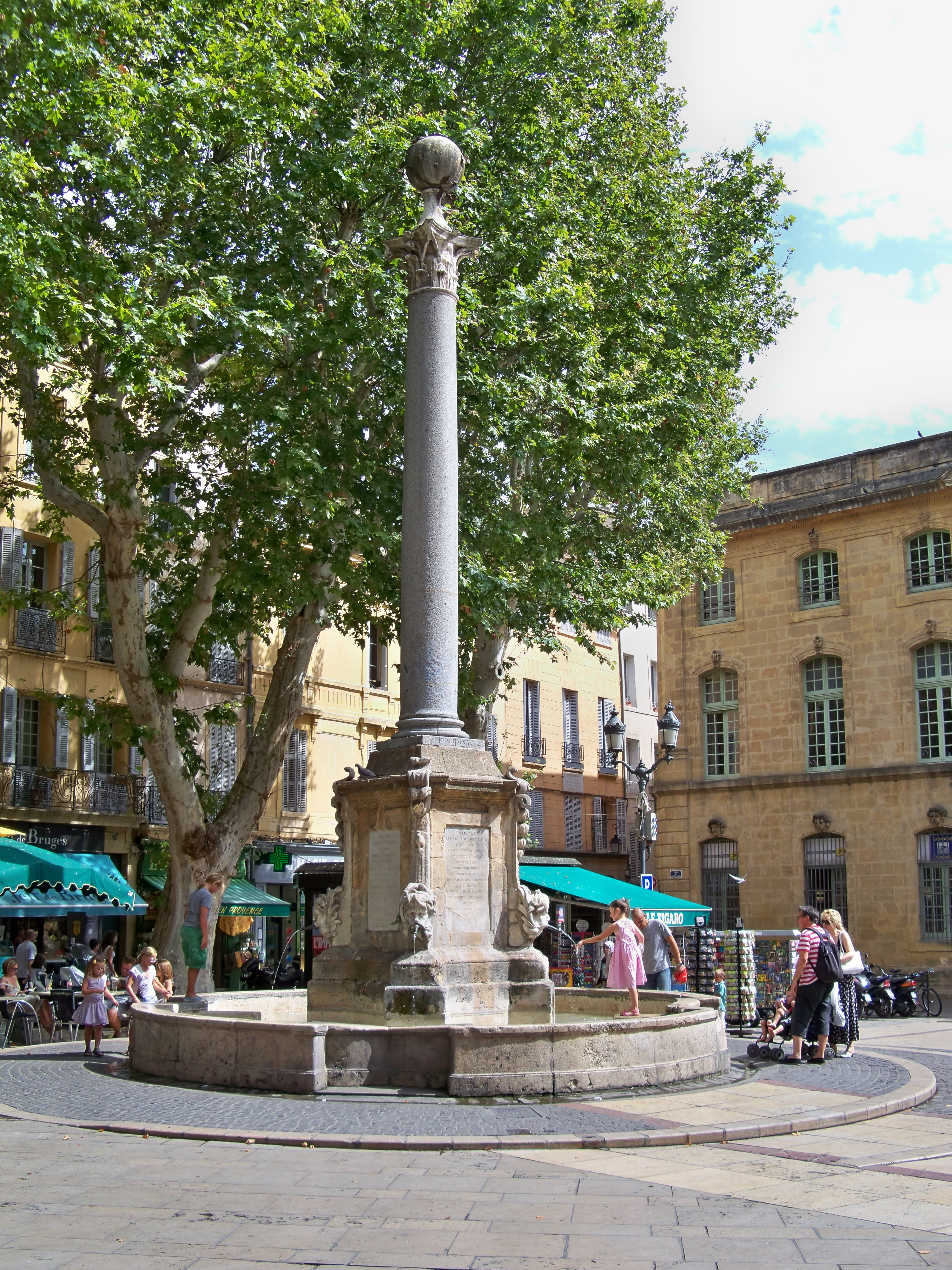
Fontaine de l'hôtel de ville, Aix-en-Provence.
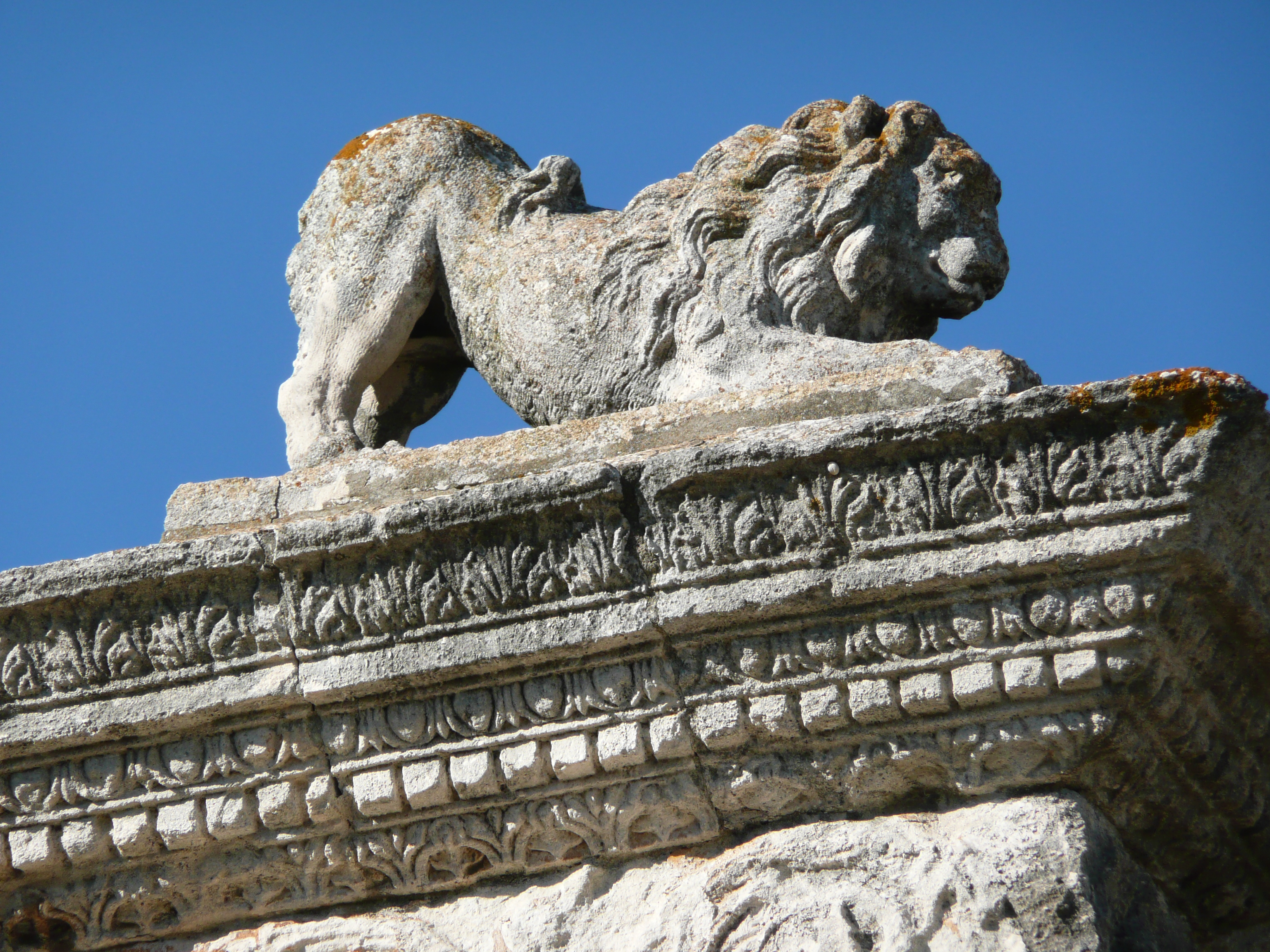
Lion du pont Flavien, Saint-Chamas